# Gordie Howe

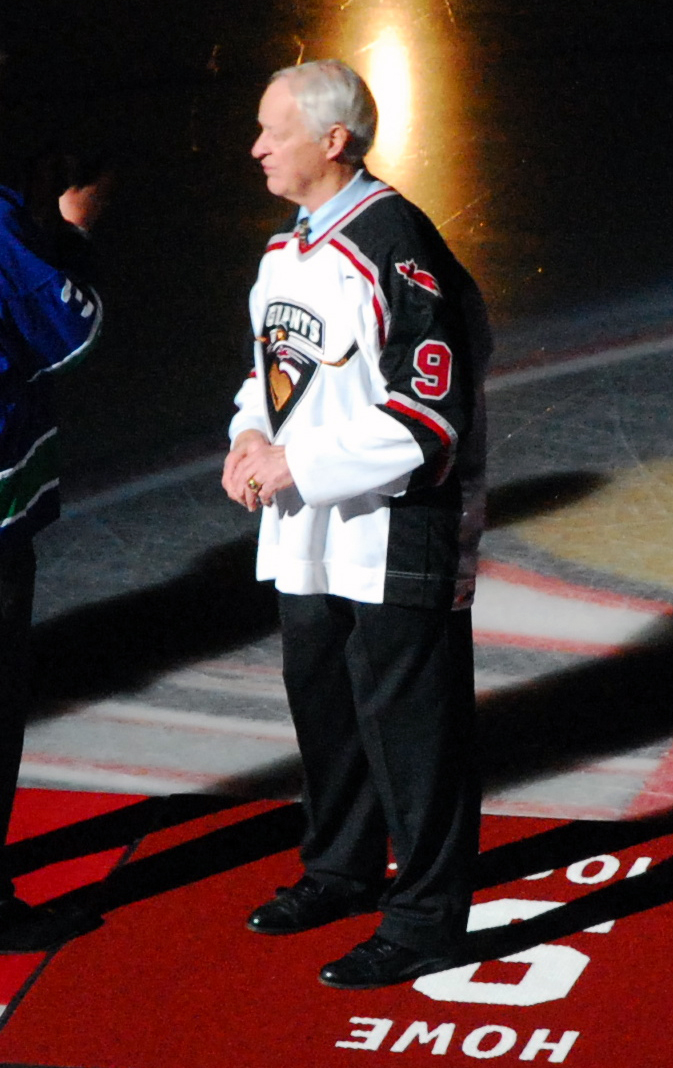
Gordie Howe

Gordon "Gordie" Howe (Floral, Saskatchewan, 1928. március 31. – Sylvania, Ohio, 2016. június 10.) kanadai profi jégkorongozó. A National Hockey League történetének egyik legnagyobb jégkorongozója. Pályafutása rendkívül hosszú és sikerekben gazdag volt. A Detroit Red Wings játékosa volt 1946–1971 között és négy Stanley-kupát nyert a csapattal. Mezszáma, a legendás 9-es volt. Gordie-t általában csak Mr. Hockey-nak hívják. Mint egyéni játékos hatszor volt az alapszakasz pontkirálya és szintén hatszor volt az alapszakasz MVP-je. Összesen 23 All-Star Gálán játszott. 1971-ben visszavonult és 1972-ben beválasztották a Jégkorong Hírességek Csarnokába. Ám 1973-ban visszatért, de az akkori frissen alapult ligába a World Hockey Associationbe. Ebben a ligában 1979-ig játszott és ismét visszatért az NHL-be a Hartford Whalersbe egy szezon erejéig végül 52 évesen vonult vissza.

## Karrier statisztika
| 1945–1946       | Omaha Knights       | USHL            | 51   | 22  | 26   | 48   | 53   | 6   | 2  | 1  | 3   | 15  |
| 1946–1947       | Detroit Red Wings   | NHL             | 58   | 7   | 15   | 22   | 52   | 5   | 0  | 0  | 0   | 18  |
| 1947–1948       | Detroit Red Wings   | NHL             | 60   | 16  | 28   | 44   | 63   | 10  | 1  | 1  | 2   | 11  |
| 1948–1949       | Detroit Red Wings   | NHL             | 40   | 12  | 25   | 37   | 57   | 11  | 8  | 3  | 11  | 19  |
| 1949–1950       | Detroit Red Wings   | NHL             | 70   | 35  | 33   | 68   | 69   | 1   | 0  | 0  | 0   | 7   |
| 1950–1951       | Detroit Red Wings   | NHL             | 70   | 43  | 43   | 86   | 74   | 6   | 4  | 3  | 7   | 4   |
| 1951–1952       | Detroit Red Wings   | NHL             | 70   | 47  | 39   | 86   | 78   | 8   | 2  | 5  | 7   | 2   |
| 1952–1953       | Detroit Red Wings   | NHL             | 70   | 49  | 46   | 95   | 57   | 6   | 2  | 5  | 7   | 2   |
| 1953–1954       | Detroit Red Wings   | NHL             | 70   | 33  | 48   | 81   | 109  | 12  | 4  | 5  | 9   | 31  |
| 1954–1955       | Detroit Red Wings   | NHL             | 64   | 29  | 33   | 62   | 68   | 11  | 9  | 11 | 20  | 24  |
| 1955–1956       | Detroit Red Wings   | NHL             | 70   | 38  | 41   | 79   | 100  | 10  | 3  | 9  | 12  | 8   |
| 1956–1957       | Detroit Red Wings   | NHL             | 70   | 44  | 45   | 89   | 72   | 5   | 2  | 5  | 7   | 6   |
| 1957–1958       | Detroit Red Wings   | NHL             | 64   | 33  | 44   | 77   | 40   | 4   | 1  | 1  | 2   | 0   |
| 1958–1959       | Detroit Red Wings   | NHL             | 70   | 32  | 46   | 78   | 57   | —   | —  | —  | —   | —   |
| 1959–1960       | Detroit Red Wings   | NHL             | 70   | 28  | 45   | 73   | 46   | 6   | 1  | 5  | 6   | 4   |
| 1960–1961       | Detroit Red Wings   | NHL             | 64   | 23  | 49   | 72   | 30   | 11  | 4  | 11 | 15  | 10  |
| 1961–1962       | Detroit Red Wings   | NHL             | 70   | 33  | 44   | 77   | 54   | —   | —  | —  | —   | —   |
| 1962–1963       | Detroit Red Wings   | NHL             | 70   | 38  | 48   | 86   | 100  | 11  | 7  | 9  | 16  | 22  |
| 1963–1964       | Detroit Red Wings   | NHL             | 69   | 26  | 47   | 73   | 70   | 14  | 9  | 10 | 19  | 16  |
| 1964–1965       | Detroit Red Wings   | NHL             | 70   | 29  | 47   | 76   | 104  | 7   | 4  | 2  | 6   | 20  |
| 1965–1966       | Detroit Red Wings   | NHL             | 70   | 29  | 46   | 75   | 83   | 12  | 4  | 6  | 10  | 12  |
| 1966–1967       | Detroit Red Wings   | NHL             | 69   | 25  | 40   | 65   | 53   | —   | —  | —  | —   | —   |
| 1967–1968       | Detroit Red Wings   | NHL             | 74   | 39  | 43   | 82   | 53   | —   | —  | —  | —   | —   |
| 1968–1969       | Detroit Red Wings   | NHL             | 76   | 44  | 59   | 103  | 58   | —   | —  | —  | —   | —   |
| 1969–1970       | Detroit Red Wings   | NHL             | 76   | 31  | 40   | 71   | 58   | 4   | 2  | 0  | 2   | 2   |
| 1970–1971       | Detroit Red Wings   | NHL             | 63   | 23  | 29   | 52   | 38   | —   | —  | —  | —   | —   |
| 1973–1974       | Houston Aeros       | WHA             | 70   | 31  | 69   | 100  | 46   | 13  | 3  | 14 | 17  | 34  |
| 1974–1975       | Houston Aeros       | WHA             | 75   | 34  | 65   | 99   | 84   | 13  | 8  | 12 | 20  | 20  |
| 1975–1976       | Houston Aeros       | WHA             | 78   | 32  | 70   | 102  | 76   | 17  | 4  | 8  | 12  | 31  |
| 1976–1977       | Houston Aeros       | WHA             | 62   | 24  | 44   | 68   | 57   | 11  | 5  | 3  | 8   | 11  |
| 1977–1978       | New England Whalers | WHA             | 76   | 34  | 62   | 96   | 85   | 14  | 5  | 5  | 10  | 15  |
| 1978–1979       | New England Whalers | WHA             | 58   | 19  | 24   | 43   | 51   | 10  | 3  | 1  | 4   | 4   |
| 1979–1980       | Hartford Whalers    | NHL             | 80   | 15  | 26   | 41   | 42   | 3   | 1  | 1  | 2   | 2   |
| 1997–1998       | Detroit Vipers      | IHL             | 1    | 0   | 0    | 0    | 0    | —   | —  | —  | —   | —   |
| NHL Összesített | NHL Összesített     | NHL Összesített | 1767 | 801 | 1049 | 1850 | 1685 | 157 | 68 | 92 | 160 | 220 |
| WHA Összesített | WHA Összesített     | WHA Összesített | 419  | 174 | 334  | 508  | 399  | 78  | 28 | 43 | 71  | 115 |